# Ernest Genval
Ernest Genval (* 1. Mai 1884 als Ernest Thiers in Lüttich, Belgien; † Ende Januar/Anfang Februar 1945 im KZ Dachau) war ein belgischer Sänger, Theaterschauspieler und Filmemacher sowie ein Opfer des Holocaust. Genval hat sich vor allem mit seinen zwischen 1924 und 1938 entstandenen, filmischen Dokumentationen in der damals belgischen Kolonie Belgisch Kongo einen Namen gemacht.

## Leben

### Die frühen Jahre
Genval verbrachte einige seiner Jugendjahre kurz nach der Jahrhundertwende in Paris, ehe er 1904 heimkehren musste, um seinen Militärdienst anzutreten. Ab 1906 besuchte er in Brüssel das Konservatorium in der Rue de la Régence. Anschließend ging Genval zurück nach Paris, um Theater zu spielen. In den verbleibenden Jahren bis 1914 war Genval häufig auf Wanderschaft und trat in Ländern wie der Schweiz, Italien, Deutschland, Spanien, England und den Niederlanden auf. Gleich zu Beginn des Ersten Weltkriegs als Soldat verwundet, wurde Genval rasch aus der kämpfenden Truppe herausgeholt und auf Vorschlag des Premier- bzw. Kriegsministers Charles de Broqueville mit Aufgaben der Unterhaltungspropaganda betraut. So sollte er die einzelnen Truppenteile nahe der Front mit seiner Gesangskunst unterhalten und trug in über 8000 Vorstellungen mehrere Dutzend Chansons vor, teils Kriegslieder, teils patriotische Lieder. Nach dem Krieg (1919) veröffentlichte Genval in Belgien diese Liedersammlung unter dem Titel "La chanson des Jasses: recueil de chansons et poèmes de guerre dits par l'auteur aux soldats de l'armée belge en campagne: Yser 1916, 1917, 1918".

### Filmexpeditionen nach Belgisch Kongo
1924 ging Genval als Sänger und Musiker auf Gastspielreise nach Marokko, Algerien und Tunesien sowie schließlich nach Belgisch Kongo (späteres Zaire, heute Demokratische Republik Kongo). In Kongo angekommen, begann ihn das Land von Anbeginn stark zu faszinieren. Genval schrieb mehrere Lieder über die belgische Kolonie, projektierte ein Musical und verfasste ein Buch. Wieder daheim in Belgien (ebenfalls 1924) nahm Ernest Genval mit dem Filmemacher und Kameramann Victor Morin Kontakt auf, der ihn mit der Materie Film vertraut machte und half zunächst, eine Reihe von Werbefilmen zu drehen sowie einen abendfüllenden Streifen: La Ferme Bécasse. 1925 entsandte die belgische Regierung Genval auf Filmmission in ihre größte Kolonie, um vor Ort eine Reihe von Dokumentationen herzustellen.
Aus dem einstigen Varieté- und Unterhaltungssänger wurde mit den Jahren ein „passionierter Dokumentar- und Industrie- bzw. Werbefilmregisseur“. Die erste Großproduktion seit Genvals Rückkehr ins schwarze Herz Afrikas hieß Le Congo qui s’éveille (Der Kongo erwacht) und entstand 1927. Zum Ende desselben Jahrzehnts stellte Genval im Auftrag des belgischen Kolonialministeriums weitere, nunmehr immer propagandistischere Filme her, die die belgische Herrschaft über dieses ferne Stück Afrika als „zivilisatorische Wohltat“ feiern sollten. Wieder daheim in Brüssel inszenierte Genval zwischen 1930 und 1935 eine Reihe von kurzen dokumentarischen Filmen, zum Teil mit Ton. 1936 kehrte er wieder in die belgische Kolonie zurück und widmete sich in den kommenden zwei Jahren mit seinen filmischen Aufnahmen mehr und mehr den einheimischen Volksgruppen. Das Resultat hieß Avec les hommes de l'eau. Nunmehr endgültig daheim in Belgien, wurde seit 1938 der Werbefilm Genvals letztes berufliches Betätigungsfeld.

### Krieg und Verfolgung
Während der deutschen Besetzung seines Landes (ab 1940) schloss sich Ernest Genval dem heimischen Widerstand an. Er verfasste mehrere Texte für die verbotene Untergrundpresse, was schließlich 1942 zu seiner Verhaftung führte. Zunächst steckte man ihn in ein Brüsseler Gefängnis (Saint-Gilles). Von dort deportierte man Genval ins KZ Sachsenhausen und anschließend ins elsässische Konzentrationslager Natzweiler-Struthof. Als sich Ende 1944 alliierte Truppen Straßburg näherten, verlegten die Deutschen Genval ins KZ Dachau, wo er im Hochwinter 1945 an einer Typhuserkrankung verstarb.

## Filmografie (kleine Auswahl überwiegend kurzer Filme)
- 1924: La ferme Becasse (abendfüllender Dokumentarfilm)
- 1925: Manucongo
- 1925: Ferminière en Nioki
- 1925: Arsène Lapin au pays de Liège
- 1926: La Socca
- 1926: De haven van Matadi
- 1926: La Combelga
- 1926: De Boma à Tshela par la voie du Mayumbe
- 1927: Le Congo qui s’éveille (abendfüllender Dokumentarfilm)
- 1926–1928: De Stanleyville à Bukama par la voie des Grands Lacs
- 1928: La fonico
- 1928: La chambre de commerce de Lépoldville
- 1928: De brouwerijen van Katanga
- 1928: Compagnie des chemins de fer du Congo
- 1929: België's beschavingswerk in Kongo
- 1930: Trolleybus
- 1930: Congo, het hart van Afrika
- 1931: Het Belgisch trekpaard
- 1932: Grand prix des 24 heures du RACB 1932
- 1933: Ronse
- 1933: Résidence Palace
- 1933: Images de Liège
- 1935: Le Diamant
- 1936–1938: Avec les hommes de l'eau